# Glykoretine

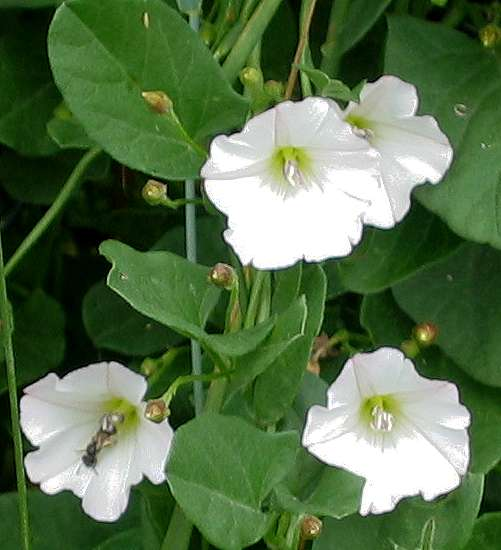
Acker-Winde (Convolvulus arvensis)

Glykoretine sind organisch-chemische Naturstoffe, genauer Ester von Hydroxyfettsäuren mit Zuckern, die ihrerseits mit kurzkettigen Säuren verestert sind. Diese drastisch laxierend (abführend) wirksamen Harzsubstanzen finden sich in den Milchsäften von Windengewächsen (Convolvulaceae).